# Så se dog
|  | Denne artikel er oprettet af botten PalnaBot ud fra en ekstern database. Den kan derfor have sproglige fejl eller mangler. Denne skabelon kan fjernes efter kontrol af indholdet. |

Så se dog er en dokumentarfilm instrueret af Pia Gede Nielsen, Tom Nervil efter manuskript af Pia Gede Nielsen og Tom Nervil.

## Handling
Et sagligt dokumentarprogram baseret på interviews med 65 blottere, der skildrer blottere fra en medmenneskelig synsvinkel i håb om større forståelse for dem som personer og blotteriet som egen seksualitet. I programmet deltager 3 blottere, 3 piger som har oplevet blottere samt Preben Hertoft, sexolog og Berl Kutchinsky, kriminolog, med deres viden om emnet.